# Bilo jednom u Paraćinu
Bilo jednom u Paraćinu je dugometražni muzički dokumentarac koji velikim delom govori o najznačajnijim autorskim rok grupama Paraćina.
Završen je početkom oktobra 2011. godine, a glavni snimatelj, montažer i reditelj je multimedijalni umetnik Branko Radaković kome je ovo prvi dugometražni film u karijeri. Dokumentarac je premijerno prikazan 7. maja 2012. u Beogradu na Međunarodnom festivalu dokumentarnog filma Beldocs.

## Spoljašnje veze
- Bilo jednom u Paracinu na Internet Movie Database
- Bilo jednom u Paraćinu SEEcult
- Uskoro stiže rokumentarac Branka Radakovića Filmske radosti
- Završen film Bilo jednom u Paraćinu Filmske radosti[мртва веза]
- Film Branka Radakovića na Bedlocs-u Filmske radosti
- Dokumentarac o paraćinskim pankerima na Beldocsu POPBOKS
- Ivan Glišić o filmu Bilo jednom u Paraćinu Filmske radosti[мртва веза]
- Bata Petrović o Radakovićevom filmu Filmske radosti
- Bilo jednom u Paraćinu BELDOCS